# Cratoneura pulchella
Cratoneura pulchella là một loài côn trùng trong họ Myrmeleontidae thuộc bộ Neuroptera. Loài này được Martins-Neto miêu tả năm 1992.